# Faro de Puno
Der Faro de Puno ist ein Leuchtturm (spanisch Faro) in Peru. Er steht am Hafen von Puno, einer Stadt im Nordwesten des Titicacasees.
Am Titicacasee sind 19 Leuchtfeuer bekannt, acht im peruanischen und elf im bolivianischen Teil des Sees. Von diesen Leuchttürmen ist der Faro de Puno der bekannteste. Der etwa 9 m hohe eiserne Rundturm steht auf einem Steinsockel und die Feuerhöhe beträgt etwa 10 m. 
Es ist der höchstgelegene Leuchtturm der Welt.